# Villa Wayne
Villa Wayne (Wayne Manor) è un luogo immaginario dell'universo DC Comics, residenza di Bruce Wayne, alias Batman. Collocata nella periferia di Gotham City, costituisce anche il principale accesso alla Batcaverna, ricavata dalle caverne naturali presenti sotto la villa. L'unico altro abitante fisso della dimora è il maggiordomo di Bruce Wayne, Alfred Pennyworth, che si occupa anche della manutenzione della villa stessa. Nel corso delle avventure di Batman, i diversi Robin che si sono succeduti hanno vissuto a Villa Wayne come ospiti.
Nonostante i primi fumetti di Batman mostrassero come Bruce Wayne avesse comprato la villa una volta adulto, gli autori hanno nel tempo modificato la continuity del personaggio, stabilendo che, invece, la villa è appartenuta alla famiglia Wayne per generazioni e che Bruce Wayne l'ha ereditata alla morte dei genitori.

## Descrizione
La villa viene quasi sempre rappresentata come un maniero di enormi dimensioni, circondato da un grande giardino. Spesso i disegnatori hanno arricchito la villa con torri, guglie, gargoyle e rosoni, mantenendo nel tempo un aspetto pseudogotico che è diventato un tratto distintivo di Villa Wayne.

### Accesso alla Batcaverna
Le fondamenta di Villa Wayne poggiano su una grande caverna (abitata da numerosi pipistrelli), che Bruce Wayne ha scoperto da ragazzo e successivamente scelto come base operativa per le sue attività di vigilante. L'accesso alla caverna dalla villa è consentito da un passaggio segreto, la cui natura è spesso variata nei diversi adattamenti cinematografici, animati e televisivi. Nel fumetto, l'accesso alla Batcaverna è solitamente collocato dietro un orologio a pendolo, che nasconde un ascensore: per accedervi è necessario collocare le lancette sulle 10:47 (ora della morte di Thomas Wayne e Martha Wayne, genitori di Bruce).

### L'attico alla Fondazione Wayne
Per circa un ventennio (dalla fine degli anni '60 all'inizio degli anni '80), Batman ha abbandonato la villa, trasferendo la sua residenza in un attico alla sommità della Fondazione Wayne, un grattacielo al centro di Gotham City che costituisce il centro delle attività finanziarie del suo alter ego Bruce Wayne. Durante questo periodo, anche la Batcaverna è stata trasferita in un livello sotterraneo del grattacielo stesso.
La decisione fu presa dopo che Dick Grayson (il primo Robin) lasciò la villa per trasferirsi al college. In quell'occasione, Bruce Wayne valutò che l'enorme villa era eccessiva per soli due inquilini (lui stesso e il maggiordomo) e che una posizione più centrale rispetto alla città avrebbe semplificato le sue attività come Batman. Tuttavia, nei primi anni '80, il supereroe è ritornato sui suoi passi, ritenendo la villa, poco accessibile agli estranei, un luogo migliore per nascondere la sua doppia vita.
Questo "cambio di residenza" ha trovato la sua trasposizione cinematografica nel film Il cavaliere oscuro, anche se le motivazioni alla base del trasferimento sono state modificate: nella pellicola precedente, Batman Begins, Villa Wayne veniva infatti rasa al suolo da Ra's al Ghul.

### Batman: Cataclisma
Durante gli eventi narrati in Batman: Cataclisma, Gotham City viene colpita da un violento terremoto il cui epicentro si trova a solo un miglio da Villa Wayne. L'edificio viene completamente distrutto e lo smottamento del terreno porta in superficie parte della Batcaverna, costringendo Bruce Wayne a ricostruire completamente la villa. Gli eventi sono narrati negli archi narrativi Batman: Cataclisma, Batman: Aftershock e Batman: Terra di nessuno.
La villa viene completamente riprogettata e trasformata in una sorta di fortezza in stile gotico. La nuova Villa Wayne include anche dei pannelli solari sui tetti e un eliporto.

## Altre versioni

### Batman & Dracula: Red Rain
Nella miniserie Batman & Dracula: Red Rain, ambientata in un universo alternativo, Batman diventa un vampiro in seguito a uno scontro con Dracula. Le mutazioni che seguono al contagio portano il supereroe a sviluppare due enormi ali da pipistrello sulla schiena e a non tollerare più la luce del sole. Impossibilitato a condurre di nuovo la sua vita come Bruce Wayne, finge la sua morte facendo saltare in aria Villa Wayne. Si trasferisce poi insieme ad Alfred in uno spartano seminterrato nel centro di Gotham City.

### Kingdom Come
Nella miniserie Kingdom Come, realizzata da Mark Waid e Alex Ross, Villa Wayne viene rasa al suolo da Bane e Due Facce dopo che la vera identità di Batman è stata rivelata al mondo. Tuttavia, la Batcaverna resta relativamente integra. Nell'ultimo capitolo della miniserie, Bruce Wayne ricostruisce la villa per farne un ricovero per i feriti della battaglia del Gulag.

## Altri media

### Televisione
Per la realizzazione della serie televisiva di Batman, le riprese esterne di Villa Wayne sono state girate al numero 380 di Saint Rafael Drive, a Pasadena in California. In questo telefilm, il passaggio segreto che portava alla Batcaverna era nascosto in una libreria: veniva attivato spingendo un busto di William Shakespeare. Dietro la libreria erano posizionate due pertiche in metallo, simili a quelle delle stazioni dei pompieri statunitensi, che consentivano un accesso diretto alla Batcaverna. Per motivi mai spiegati durante la serie, Batman e Robin saltavano sulle pertiche in "abiti civili" e ricomparivano nella Batcaverna con già i costumi indosso.
Nella serie animata creata nel 1992, Villa Wayne compare diverse volte, con caratteristiche molto differenti rispetto al fumetto. La casa viene posizionata su una scogliera a picco sull'oceano e ricreata in stile Art déco invece che gotico. La parte centrale del tetto, inoltre, presenta due guglie simmetriche che ricordano le orecchie della maschera di Batman.
Nella serie TV Gotham, Villa Wayne è la Stevenson Taylor Hall del Webb Institute di New York.

### Cinema
Per il lungometraggio di Tim Burton, Batman, gli esterni di Villa Wayne sono stati girati a Knebworth House, una villa in stile gotico a nord di Londra. Gli interni sono stati però girati in un'altra villa nell'Hertfordshire.
Per il film Batman - Il ritorno, sempre diretto da Burton, è stato utilizzato un modellino in scala per gli esterni, mentre gli interni sono stati ricreati nei teatri di posa di Burbank, California.
In Batman, l'accesso alla Batcaverna avviene tramite un finto specchio nella sala delle armi, mentre in Batman - Il ritorno il passaggio segreto si trova all'interno di una vergine di Norimberga, attivata dall'accensione delle luci in un acquario.
Per i lungometraggi Batman Forever e Batman & Robin, gli esterni di villa Wayne sono stati girati al Webb Institute di Glen Cove, nello stato di New York.
In Batman Begins, sia gli interni che gli esterni di Villa Wayne sono stati girati presso le Mentmore Towers nel Buckinghamshire, in Gran Bretagna. In questa pellicola, l'accesso alla Batcaverna è consentito da un ascensore, una volta parte del sistema ferroviario sotterraneo che collegava Villa Wayne alla città di Gotham. Per accedere all'ascensore è necessario comporre tre note specifiche su un pianoforte. La villa viene distrutta, nel corso della pellicola, da un incendio causato da Ra's al Ghul e il film termina con Bruce Wayne e Alfred che progettano la ricostruzione.
Nel film successivo, Il cavaliere oscuro, Villa Wayne non compare mai, dal momento che Bruce Wayne decide di stabilirsi nell'attico alla sommità della Fondazione. La vecchia residenza è tuttavia nominata brevemente da Alfred, che dice a Wayne che una volta ricostruita la villa potrà passare dal non dormire in un attico al non dormire in un castello, e dal protagonista, che ne rivela l'ubicazione: una zona poco fuori Gotham chiamata Palisades. Nel terzo e ultimo film, Il cavaliere oscuro - Il ritorno viene scelta invece Wollaton Hall per rappresentare la nuova villa di famiglia.

### Videogiochi
Villa Wayne è presente nei videogiochi LEGO Batman: Il videogioco e LEGO Batman 2: DC Super Heroes
Nei videogiochi Batman: Arkham City e Batman: Arkham Knight Villa Wayne è il luogo di alcune mappe sfida; Villa Wayne è anche una mappa di gioco del DLC Batman Arkham Origins - Freddo, gelido cuore del videogioco Batman: Arkham Origins.